# 維列伊卡區
維列伊卡區是白俄羅斯中部明斯克州的一個區，行政中心为維列伊卡，面積2,453.81平方公里，2012年人口49,700，人口密度每平方公里20.25人。